# Andy Pettitte
Andrew Eugene Pettitte (ur. 15 czerwca 1972) – amerykański baseballista, który występował na pozycji miotacza przez 18 sezonów w Major League Baseball.

## Przebieg kariery
Pettitte po ukończeniu szkoły średniej, został wybrany w 1990 roku w 22. rundzie draftu przez New York Yankees i początkowo grał w klubach farmerskich tego zespołu, między innymi w Columbus Clippers, reprezentującym poziom 
Triple-A. W MLB zadebiutował 29 kwietnia 1995 w meczu przeciwko Kansas City Royals. Rok później zaliczył najwięcej zwycięstw w lidze, po raz pierwszy został powołany do All-Star Game, a w głosowaniu do nagrody Cy Young Award zajął 2. miejsce za Patem Hentgenem z Toronto Blue Jays.
W poprzednim stuleciu cztery razy wystąpił w World Series (w 1996, 1998, 1999 i 2000 roku), we wszystkich z nich zwyciężając. W 2003 otrzymał nagrodę Warren Spahn Award dla najlepszego leworęcznego miotacza w MLB. W grudniu 2003 jako wolny agent podpisał kontrakt z Houston Astros, w którym grał przez trzy sezony. W grudniu 2006 ponownie został zawodnikiem New York Yankees.
19 września 2007 w meczu przeciwko Baltimore Orioles zaliczył 200. zwycięstwo, zaś 21 września 2008 również w spotkaniu z Orioles, ostatnim na starym Yankee Stadium, zaliczył 2000. strikeout w karierze. W 2009 zagrał w dwóch meczach World Series, w których Yankees pokonali Philadelphia Phillies 4–2.
W lutym 2011 ogłosił zakończenie kariery, jednak rok później podpisał roczny kontrakt z organizacją Yankees wart 2,5 miliona dolarów. Po rozegraniu kilku meczów w niższych ligach, 13 maja 2012 w meczu przeciwko Seattle Mariners zaliczył pierwszy występ w MLB od ponad 1,5 roku.
W listopadzie 2012 podpisał nowy, roczny kontrakt wart 12 milionów dolarów. Jest rekordzistą klubowym pod względem zaliczonych strikeoutów. Po raz ostatni zagrał 28 września 2013 w meczu przeciwko Houston Astros.

## Nagrody i wyróżnienia
| Nagroda/wyróżnienie           | Lata                         | Źródło |
| 3× All-Star                   | 1996, 2001, 2010             | [ 1 ]  |
| 5× zwycięzca w World Series   | 1996, 1998, 1999, 2000, 2009 | [ 4 ]  |
| ALCS MVP                      | 2001                         | [ 13 ] |
| Warren Spahn Award            | 2003                         | [ 5 ]  |
| #46 zastrzeżony przez Yankees | 2015                         | [ 14 ] |